# Parafia Matki Boskiej Nieustającej Pomocy w Stoczku
Parafia Matki Boskiej Nieustającej Pomocy w Stoczku Lubelskim – niezależna parafia mariawicka. 
Siedziba parafii oraz kaplica domowa znajduje się we wsi Stoczek Lubelski, w gminie Spiczyn, w powiecie łęczyńskim, w województwie lubelskim. 
W Stoczku od 1906 znajdowała się niewielka mariawicka kaplica domowa, która była filią parafii w Lublinie. Po rozłamie w 1935 większość mariawitów ze Stoczka opowiedziała się po stronie płockiej. W latach 60. XX w. kaplica niszczała, a kapłan z Lublina coraz rzadziej przyjeżdżał. Wówczas kaplicą zaopiekował się pochodzący ze Stoczka brat kapłan Józef Maria Polikarp Zaborek. 
6 grudnia 1976 arcybiskup Józef Maria Rafael Wojciechowski (zwierzchnik Kościoła Katolickiego Mariawitów) erygował nową placówkę, z zezwoleniem na zachowanie w nabożeństwach obrządku płockiego. Parafia została włączona w obręb ówczesnej kustodii lubelsko-warszawskiej. 
Parafia w Stoczku była placówką mariawicką, gdzie na nabożeństwach modlitewnych spotykali się wierni Kościoła Katolickiego Mariawitów i Kościoła Starokatolickiego Mariawitów. Kapłan Polikarp opiekował się jeszcze oddaloną o około 90 km parafią Świętych Piotra i Pawła w Goździe, gdzie wznowił zaniechane od dawna procesje Bożego Ciała. Kapłan Józef Maria Polikarp Zaborek zmarł 17 stycznia 2010, pochowany został na cmentarzu w Kijanach. Po jego śmierci nabożeństwa w kaplicy odprawiali kapłani ludowi.  
W roku 2021 parafia została skreślona z listy parafii Kościoła Katolickiego Mariawitów w RP. W kalendarzu liturgicznym tej wspólnoty na rok 2022 parafia już nie figuruje. 
Kaplica w dotychczasowym miejscu jest nadal czynna, jednakże jest niezależna od wszelkich struktur kościelnych. Nabożeństwom przewodniczą kapłani ludowi.  
Nabożeństwa:
- Msze Święte w niedziele i święta o godzinie 9.00
- Adoracja ubłagania przypada na 7. dzień miesiąca[2]
- Uroczystość parafialna przypada na święto Matki Boskiej Nieustającej Pomocy, w niedzielę przed narodzeniem św. Jana Chrzciciela